# Аципол
Аципол (международное непатентованное название — лактобактерии ацидофильные + грибки кефирные; Lactobacillus acidophilus+Kefir grains) — эубиотический препарат. Содержит в своем составе пробиотический (лактобактерии) и пребиотический (кефирный грибок) компоненты.

## Механизм действия
Эубиотическое действие Аципола основано на способности лактобактерий закислять среду и расщеплять полисахариды, тем самым, создавая неблагоприятные условия для размножения патогенных бактерий.
Терапевтический эффект Аципола определяют содержащиеся в нём живые ацидофильные лактобактерии и полисахарид кефирных грибков. По механизму действия Аципол является многофакторным лечебным средством. Повышение общей резистентности организма напрямую связано с иммуномодулирующим действием лактобактерий и кефирного грибка, что было подтверждено в ряде клинических исследований.
Штаммы лактобактерий, входящие в состав Аципола:
- обладают высокой антагонистической активностью в отношении патогенных и условно-патогенных микроорганизмов (энтеропатогенных кишечных палочек, протея, дизентерийных бактерий, сальмонелл, коагулазоположительных стафилоккоков и др.) и кислотообразующей способностью, тем самым, оказывают корригирующее действие на микрофлору кишечника;
- обладают способностью синтезировать витамины группы В (В5 и В12), повышая иммунологическую реактивность организма;
- обладают устойчивостью к действию кислот и щелочей, что позволяет лактобактериям достигать кишечника без потери части микроорганизмов в желудке;
- ферментируют дисахариды (лактозу, галактозу, глюкозу, фруктозу, мальтозу, сахарозу, целлобиозу, маннозу, тригалозу, салицин), что было показано в эксперименте in vitro и позволяет назначать препарат при лактазной недостаточности;
- способствуют повышению общей резистентности организма[2].

## Свойства лактобактерий
Свойство штаммов лактобактерий подавлять рост патогенных и условно-патогенных микроорганизмов показано в работах различных авторов.
Имеются данные, доказывающие антибактериальную активность Lactobacillus acidophilus в отношении грамположительных и грамотрицательных возбудителей (Staphylococcus aureus, Listeria monocytogenes, Salmonella Typhimurium, Shigella flexneri, Escherichia coli, Klebsiella pneumoniae, Bacillus cereus, Pseudomonas aeruginosa, Enterobacter spp.), что было показано в ходе эксперимента in vitro.
Бактерицидные свойства Lactobacillus acidophilus обусловлены наличием специфических антибиотических веществ, действие которых усиливается в присутствии молочной кислоты. Полагают, что антимикробная активность молочной кислоты, продуцируемой лактобактериями, зависит не столько от величины рН, сколько от совместного присутствия молочной, уксусной и пропионовой кислот. Синергизм такого сочетания обеспечивает подавление роста сальмонелл, эшерихий, клостридий и некоторых видов дрожжей, и при этом не действует на «полезную» микрофлору кишечника.
В ряде исследований было показано, что взаимодействие лактобактерий с макрофагами стимулирует продукцию интерлейкинов (IL)-1beta, IL-10, интерферон-гамма (IFN-gamma) и фактора некроза опухолей (TNF-alpha), влияющих на показатели клеточного иммунитета. В. М. Бондаренко при изучении механизмов иммуномодулирующей способности лактобактерий также описал, что при их взаимодействии с макрофагами стимулировалась продукция интерлейкинов (IL)-10 и IL-12, изменялись показатели клеточного иммунитета.

## Свойства кефирного грибка
Кефирный грибок представляет собой симбиоз более десяти совместно растущих и размножающихся бактерий и микроорганизмов. В состав кефирного грибка входят молочнокислые бактерии (Lactobacillus kefir, Lactobacillus plantarum), стрептококки (Lactococcus lactis, Leuconostoc mesenteroides), уксуснокислые бактерии (Acetobacter aceri), молочные дрожжи (Saccharomyces cerevisiae, Kluyveromyces marxianus), гомоферментативные термофильные молочнокислые палочки и др., соединенные между собой казеином и комплексом сахаров на матриксе из полисахаридов.
Иммуномодулирующее действие кефирного грибка обусловлено влиянием экзополисахаридов, входящих в его состав, а также наличием в составе грибка водорастворимой фракции, которая усиливает митогенные реакции в тимоцитах и спленоцитах, тем самым, увеличивая количество Т- и В-лимфоцитов, что было продемонстрировано на моделях животных.
Установлено, что кефирный грибок подавляет рост таких возбудителей, как Staphylococcus aureus, Klebsiella pneumoniae и Escherichia сoli, а также Salmonella Typhimurium, enteritidis, flexneri, Yersinia enterocolitica. Лактококки, выделенные из кефирного грибка, способны эффективно подавлять Streptococcus aureus, менее активны в отношении E. coli и Pseudomonas aeruginosa. Также имеются сведения, что некоторые кефирные грибки обладают β-галактозидазной активностью.

## Клиническая эффективность

### Дисбактериоз при антибактериальной терапии
Имеются данные наблюдений, доказывающие лечебно-профилактическую эффективность лактосодержащих пробиотиков при антибиотико-ассоциированной диарее (ААД) как у детей, так и у взрослых.
Так, применение Аципола в проспективном рандомизированном сравнительном исследовании у 105 детей одновременно с назначением антибиотиков позволило снизить вероятность развития ААД, в среднем, на 21 %, и уменьшить степень выраженности и продолжительность диареи.
В сравнительном рандомизированном исследовании у 225 взрослых больных, получавших антибактериальную терапию, применение Аципола практически полностью исключало возможность развития ААД.

### Дисбактериоз при острых кишечных инфекциях
Суммарный анализ результатов применения Аципола в лечении 265 больных детей с ОКИ, наблюдавшихся в 7 различных лечебных учреждениях, свидетельствовал о 90 % эффективности приема Аципола. У больных, получавших Аципол, продолжительность кишечного синдрома составила 2,5 дня против 4,6 дней в группе сравнения. В ходе лабораторного исследования получены сведения, подтверждающие позитивное влияние Аципола на показатели неспецифической резистентности и местного иммунитета в пищеварительном тракте — уровень лизоцима, sIgA.
Включение Аципола в комплексную терапию у 75 детей с ОКИ различной этиологии (вирусной, бактериальной и смешанной) приводило к достоверному сокращению продолжительности токсикоза, диареи и острого периода заболевания и способствовало нормализации количественного и качественного состава микрофлоры кишечника.
При лечении 45 детей с острыми «инвазивными» ОКИ отмечена высокая эффективность назначения препарата Аципол как в виде монотерапии, так и в сочетании с антибактериальными препаратами.
В сравнительном исследовании с участием 136 детей в возрасте до 3х лет оценивалась терапевтическая эффективность Аципола в комплексной терапии острых «водянистых» диарей преимущественно ротавирусной этиологии. Применение пробиотиков приводило к достоверному сокращению длительности диспепсических явлений, способствовало нормализации состава микрофлоры кишечника и повышало частоту элиминации возбудителя в 1,3 раза.

### Дисбактериоз при патологии органов дыхания (бронхиты, пневмонии)
В исследовании с участием 120 больных, получавших антибактериальную терапию по поводу острой пневмонии и обострений хронического бронхита, 66 пациентов получали Аципол. Применение Аципола одновременно со стандартной антибактериальной терапией позволило предотвратить развитие дисбактериоза.
Добавление препарата Аципол к антибактериальной терапии у 66 детей с различными респираторными заболеваниями и их бактериальными осложнениями (ангина, отит и т. д.) приводило к элиминации условно-патогенных бактерий и грибов рода Candida и способствовало поддержанию нормального состава микрофлоры кишечника в течение 1 месяца от начала терапии.
В исследовании, включавшем 20 детей с ОРВИ, добавление к традиционной терапии Аципола приводило к уменьшению выраженности всех клинических симптомов уже к 3-4-м суткам от начала лечения и предотвращало развитие диареи.
Также эффективность применения Аципола при антибактериальной терапии изучалась в сравнительном исследовании, которое включало 77 пациентов с туберкулезом органов дыхания. После двух месяцев комбинированного лечения выявлены отсутствие изменений в составе микрофлоры кишечника и нормализация нарушений иммунной системы (р<0,05).

### Дисбактериоз при хронических колитах и энтероколитах
Установлен терапевтический эффект Аципола в комплексном лечении хронических гастродуоденитов у детей, ассоциированных с H.Pylori. Применение препарата Аципол приводит к повышению клинической эффективности лечения, способствует поддержанию нормальной микрофлоры кишечника и метаболических процессов, улучшает качество жизни пациентов.
В 2 несравнительных клинических исследованиях Аципол применялся для коррекции диспепсических нарушений у 39 пациентов с целиакией (глютеновой энтеропатией). Отмечался положительный клинический и лабораторный эффект препарата Аципол. Учитывая характер заболевания, рекомендовано назначать Аципол длительным курсом в течение 1 месяца.

### Профилактика дисбактериоза и повышение общей резистентности организма
Результаты клинических наблюдений показывают, что Аципол обладает свойством восстанавливать нарушенную микрофлору и способствует повышению антиинфекционной резистентности макроорганизма, в том числе, у ослабленных и часто болеющих детей. Препарат применяли для оздоровления 90 ослабленных, часто и длительно болеющих детей в периоде ремиссии. Из сравниваемых показателей произошло достоверное увеличение уровня гемоглобина (p<0,05), снизилась частота возникновения эпизодов острых респираторных вирусных инфекций (ОРВИ)(p<0,1), при возникновении ОРВИ отмечались лишь легкие и неосложненные формы заболевания.
Назначение Аципола на 2-3-й неделе жизни новорожденным, находившимся в отделении для выхаживания в связи с функциональными кишечными расстройствами, способствовало нормализации стула и повышению количества лизоцима и sIgA, росту представителей облигатной микрофлоры, а также стабилизации весовой кривой, уменьшению явлений инфекционного токсикоза и купированию очагов инфекции.

### Комплексная терапия атопического дерматита
В клиническом исследовании, включавшем 29 детей с атопическим дерматитом, дополнительное назначение Аципола приводило к исчезновению симптомов заболевания у подавляющего большинства пациентов, а также к удлинению периода ремиссии в среднем на 2 месяца по сравнению с контролем.

## Побочные эффекты
Не установлены. Пробиотик Аципол хорошо переносится больными, побочных реакций при его применении не установлено.